# Прапор Красноградського району
Пра́пор Красногра́дського райо́ну — прапор територіальної громади Красноградського району Харківської області затверджений рішенням Красноградської районної ради 26 жовтня 2007 року.

## Опис
Кольори та розташування смуг на прапорі району відтворено відповідно до прапора Більовського полку. У центрі прапора розміщено герб району.
Від герба по колу відходять 12 рівнопропорційних смуг, вужчі у центрі та ширші по краях, із послідовністю кольорів: білий, червоний, зелений. Кожна кольорова смуга відділена одна від іншої золотою стрічкою.